# Gewürzkäse

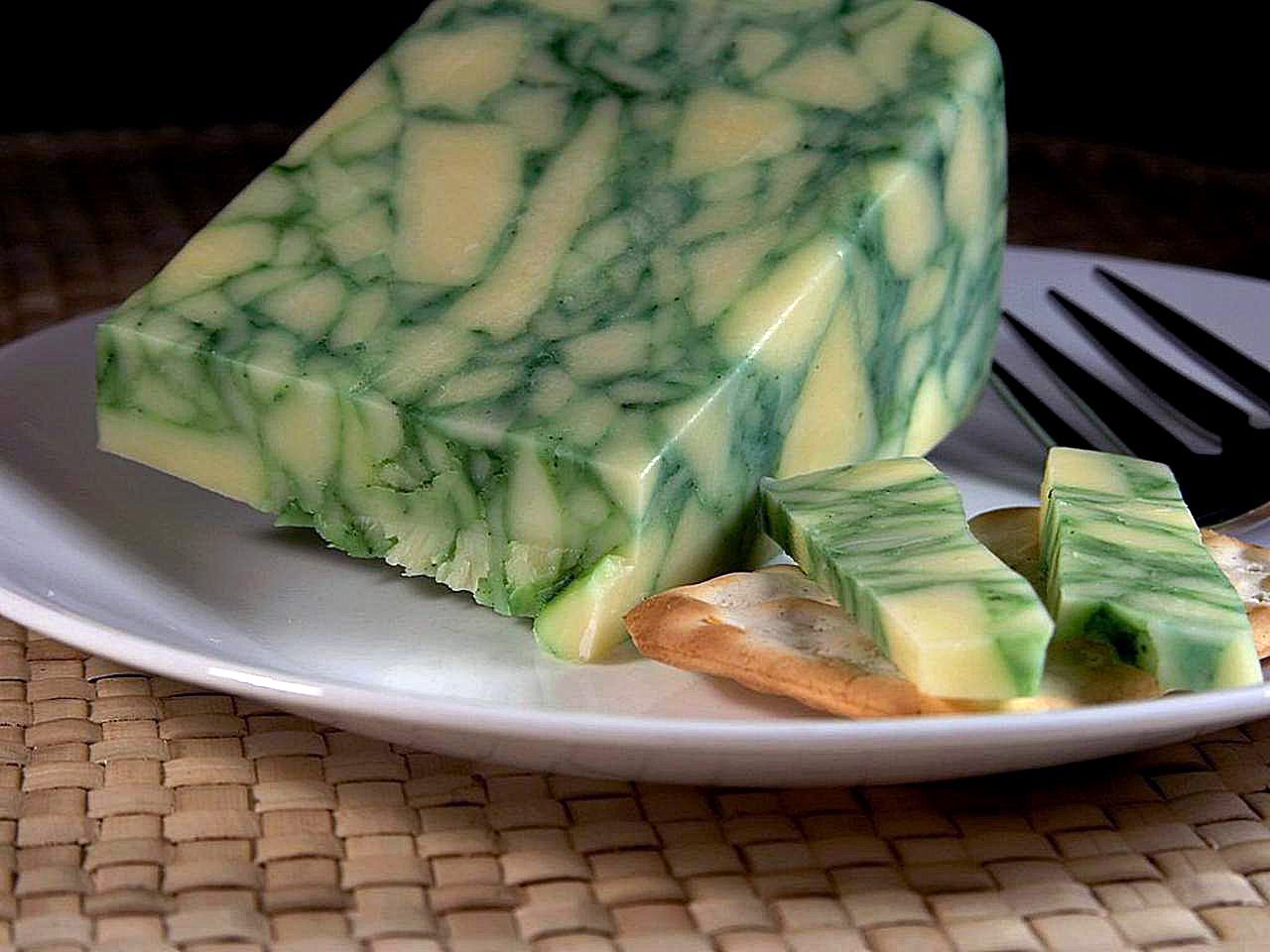
Sage Derby, ein mit Salbei aromatisierter englischer Käse

Als Gewürz- oder Kräuterkäse werden Käsesorten bezeichnet, die durch Gewürze oder Küchenkräuter aromatisiert werden. Dabei können diese Gewürze bei allen Käsearten eingesetzt werden, also etwa bei Schnittkäse, Weichkäse oder auch Frischkäse.
Zu typischen, teilweise bereits seit Jahrhunderten genutzten Küchenkräutern gehören vor allem Koriander, Kümmel, Dill, Oregano, Salbei, Kräuterklee, Bockshornklee, Minze, verschiedene Pfefferarten, Thymian, Pinienkerne, Waldkresse und zahlreiche weitere. Unter den Gewürzen werden vor allem Kreuzkümmel, Kümmel, Chilipulver, Nelken, Paprika, Pfeffer, Curry, Knoblauch, Schnittlauch, Bärlauch und Zwiebeln eingesetzt.
Teilweise werden die Kräuter und Gewürze in die Bezeichnung der Käsesorten aufgenommen. Käse mit Kümmel werden entsprechend etwa als Kümmelkäse, Fromage au cumin oder Caraway cheese bezeichnet, darüber hinaus gibt es etwa den Salbeikäse oder Sage cheese (wie der Sage Derby, mit Salbei), den Kominje kaas (mit Cumin), den Pepato (mit Pfeffer), den Queso enchillado (mit Chili) oder auch einfach die Bezeichnung Kräuterkäse für den Schabziger sowie andere Käsesorten. Im Fall der Nelkenkäse existieren zudem mehrere Bezeichnungen wie Nagelkaas und Nägeleskäse, die auf die Benennung der Gewürznelke als „Nagel“ oder „Nägeli“ zurückgehen.